# 蒙特利布雷蒂
蒙特利布雷蒂（義大利語：Montelibretti），是意大利拉齐奥大区罗马首都广域市的一个市镇。总面积44.03平方公里，人口5142人，人口密度116.8人/平方公里（2009年）。ISTAT代码为058063。